# Zé Sérgio
Zé Sérgio (n. 8 martie 1957, São Paulo, São Paulo, Brazilia) este un fost fotbalist brazilian.
În cariera sa, Zé Sérgio a evoluat la São Paulo FC, Santos FC, CR Vasco da Gama și Hitachi. Între 1978 și 1981, Zé Sérgio a jucat 25 de meciuri și a marcat 5 goluri pentru echipa națională a Braziliei. Zé Sérgio a jucat pentru naționala Braziliei la Campionatul Mondial din 1978.

## Statistici
| Brazilia | Brazilia | Brazilia |
| An       | Meciuri  | Goluri   |
| -------- | -------- | -------- |
| 1978     | 2        | 0        |
| 1979     | 6        | 0        |
| 1980     | 8        | 4        |
| 1981     | 9        | 1        |
| Total    | 25       | 5        |